# Freddie Fox
Frederick Samson Robert Morice Fox (Hammersmith, Londres, Reino Unido, 5 de abril de 1989), conocido artísticamente como Freddie Fox, es un actor británico, conocido por haber interpretado a Marilyn en la película Worried About the Boy, al rey Luis XIII en The Three Musketeers y al joven Alfred Douglas en la obra The Judas Kiss.

## Biografía
Es hijo del actor Edward Fox y la actriz Joanna David. Su hermana mayor es la actriz Emilia Fox y su media hermana es Lucy Arabella Fox, Vizcondesa de Gormanston. Sus abuelos paternos fueron Robin Fox, un agente de teatro y la actriz Angela Muriel Darita Worthington, media hermana del escritor Frances Donaldson. Sus abuelos maternos fueron Davida Elizabeth Nesbitt Hacking y John Almond Hacking. Su bisabuelo fue el dramaturgo Frederick Lonsdale, padre de Angela y su tatarabuelo el empresario industrial Samson Fox. 
Sus tíos son el actor James Fox y el productor cinematográfico Robert Fox. Sus primos son los actores Laurence Fox, Jack Fox, Lydia Fox, Robin Fox y Thomas Fox. Su tío abuelo es el escritor Frances Donaldson. Asistió a la Escuela de Música y Drama Guildhall de donde se graduó en el 2010.
También es familiar de las fallecidas actrices Lily Hanbury, su hermana mayor Hilda Hanbury, madre de su abuelo paterno, Robin y Mary Hanbury.
Es muy buen amigo del actor Douglas Booth.
En el 2011 comenzó a salir con la actriz Tamzin Merchant, sin embargo la pareja terminó su relación en el 2013.

## Carrera
En el 2009 hizo su debut con la película Marple: Why Didn't They Ask Evans? donde interpretó a Tom Savage. Poco después apareció en la película 'St Trinian's 2: The Legend of Fritton's Gold, película protagonizada por el actor David Tennant.
En el 2010 apareció en dos episodios de la serie Any Human Heart donde interpretó a Peter Scabius de joven. Ese mismo año apareció como invitado en un episodio de la serie This September dándole vida a Guy Wells.
En el 2011 interpretó al cantante británico Peter "Marilyn" Robinson en la película Worried About The Boy, la cual se centra en la vida del cantante Boy George.
Ese mismo año interpretó al Rey Luis XIII de Francia en la película The Three Musketeers.
En el 2012 apareció en las series Parade's End, Lewis y en The Mystery of Edwin Drood donde interpretó a Edwin Drood.
2019, participa en el elenco principal de "Fanny Lye liberada" (Fanny Lye Deliver'd), dirigida por Thomas Clay

## Vida personal
Durante la promoción de serie de comedia Cucumber en 2015, Fox comentó que él no desea definir su sexualidad y que siente apreciación por ambos sexos, añadiendo «He tenido novias, pero no me gustaría decir que "Soy esto o aquello", porque en algún momento en mi vida quizás podría enamorarme de un hombre». También expresó que la bisexualidad es a menudo incomprendida, y que las personas pueden tener relaciones serias «no importa de qué sexo sean». Fox mantuvo una relación de dos años con la actriz Tamzin Merchant.

## Filmografía

### Serie de televisión
| Año       | Título                     | Personaje           | Notas                           |
| --------- | -------------------------- | ------------------- | ------------------------------- |
| 2024      | The Gentlemen              | Max                 | 2 episodios                     |
| 2024      | La casa del dragón         | Gwayne Hightower    | 5 episodios                     |
| 2023      | Lot No. 249                | Edward Bellingham   | telefilme                       |
| 2022–2023 | Slow Horses                | Spider Webb         | 9 episodios                     |
| 2021      | The Pursuit of Love        | Tony Kroesing       | 3 episodios - miniserie         |
| 2020–2023 | The Great                  | Rey Hugo de Suecia  | 12 episodios                    |
| 2020      | The Crown                  | Mark Thatcher       | 2 episodios                     |
| 2019      | Year of the Rabbit         | Wilbur Strauss      | 6 episodios - miniserie         |
| 2018      | Watership Down             | Capitán Holly       | 4 episodios - miniserie         |
| 2015      | Cucumber                   | Freddie Baxter      | 7 episodios                     |
| 2015      | Banana                     | Freddie Baxter      | 4 episodios                     |
| 2012      | Parade's End               | Edward Wannop       | 3 episodios                     |
| 2012      | Lewis                      | Sebastian Dromgoole | episodio "Generation of Vipers" |
| 2012      | The Mystery of Edwin Drood | Edwin Drood         | 2 episodios                     |
| 2011      | The Shadow Line            | Ratallack           | 4 episodios                     |
| 2010      | This September             | Guy Wells           | episodio "Family Secret"        |
| 2010      | Any Human Heart            | Peter Scabius       | 2 episodios                     |

### Películas
| Año  | Título                                     | Personaje                | Notas                                                                                               |
| ---- | ------------------------------------------ | ------------------------ | --------------------------------------------------------------------------------------------------- |
| 2022 | Mrs. Harris Goes to Paris                  | Sargento RAF             | Junto a Lesley Manville, Isabelle Huppert, Jason Isaacs y Lambert Wilson                            |
| -    | Everything Carries Me to You               | -                        | junto a Jack Davenport, Samantha Barks, Margo Stilley y Ashley Madekwe                              |
| 2017 | Fanny Lye Deliver'd                        | Thomas Ashbury           | junto a Maxine Peake, Charles Dance, Tanya Reynolds, Peter McDonald y Perry Fitzpatrick             |
| 2017 | King Arthur: Legend of the Sword           | Ed                       | junto a Charlie Hunnam, Jude Law, Annabelle Wallis, Eric Bana, Aidan Gillen y Astrid Bergès-Frisbey |
| 2015 | Victor Frankenstein                        | Finnegan                 | junto a James McAvoy, Daniel Radcliffe, Jessica Brown-Findlay, Andrew Scott y Mark Gatiss           |
| 2014 | Freeze-Frame                               | Jack                     | corto - junto a Morgan Griffin y Yuan Tian                                                          |
| 2014 | The Riot Club                              | James                    | junto a Max Irons, Sam Claflin, Douglas Booth, Holliday Grainger, Sam Reid y Natalie Dormer         |
| 2014 | Pride                                      | Jeff                     | junto a Bill Nighy, Dominic West, Andrew Scott, George MacKay, Imelda Staunton y Faye Marsay        |
| 2013 | Words of Everest                           | Sandy Irvine             | junto a Stephen Campbell Moore, Jason Flemyng, John Hannah y Toby Jones                             |
| 2011 | The Three Musketeers                       | Rey Luis XIII de Francia | junto a Matthew Macfadyen y Orlando Bloom                                                           |
| 2010 | Worried About the Boy                      | Marilyn                  | junto a Douglas Booth y Marc Warren                                                                 |
| 2009 | St Trinian's 2: The Legend of Fritton's G. | Joven                    | junto a David Tennant                                                                               |
| 2009 | Marple: Why Didn't They Ask Evans?         | Tom Savage               | junto a Samantha Bond y Hannah Murray                                                               |

### Teatro
| Año  | Obra              | Personajes          | Director (a)  | Teatro              | Notas                                                                    |
| ---- | ----------------- | ------------------- | ------------- | ------------------- | ------------------------------------------------------------------------ |
| 2012 | The Judas Kiss    | Lord Alfred Douglas | Neil Armfield | Hampstead Theatre   | junto a Rupert Everett y Cal MacAninch                                   |
| 2012 | Hay Fever         | Simon Bliss         | Howard Davies | Noël Coward Theatre | junto a Lindsay Duncan, Kevin R. McNally, Olivia Colman y Jeremy Northam |
| 2011 | Cause Célèbre     | Tony Davenport      | Thea Sharrock | Old Vic Theatre     | junto a Niamh Cusack, Timothy Carlton, Anne-Marie Duff y Tommy McDonnell |
| 2011 | A Flea In Her Ear | Camille             | Richard Eyre  | Old Vic Theatre     | -                                                                        |